# Мкокотоні
Мкокото́ні (суахілі і англ. Mkokotoni) — місто, розташоване в автономному Занзібарі в складі Танзанії, на острові Унгуджа (Занзібар). На території Мкокотоні знаходиться один найвідоміших курортних пляжів Занзібару.

## Розташування
Є столицею області Північний Занзібар і адміністративним центром округу Касказіні «А» або Північний «А» (суахілі Kaskazini «A»). Мкокотоні знаходиться у приблизно в 21 км на південь від Нунгві.

## Промисловість
Більшість населення займається рибальством, а свіжовиловлений улов продають на ринку. Також місцеві збувають кокоси, овочі та прянощі

## Історія
У 1984 році на пляжі на північ від поселення було виявлено велику кількість китайських монет, що свідчить про те, що це колись був процвітаючий торговельний порт між Сходом, Аравією та Занзібаром задовго до прибуття європейців.